# Sphecosoma plumbicincta
Sphecosoma plumbicincta là một loài bướm đêm thuộc phân họ Arctiinae, họ Erebidae.